# UEFA Champions League 2017-2018 (fase a gironi)
La fase a gironi della UEFA Champions League 2017–2018 si è disputata tra il 12 settembre 2017 e il 6 dicembre 2017. Hanno partecipato a questa fase della competizione 32 club: 16 di essi si sono qualificati alla successiva fase a eliminazione diretta, che condurrà alla finale di Kiev (Ucraina) del 26 maggio 2018.

## Date
| Fase          | Sorteggio                               | Turno            | Data                        |
| ------------- | --------------------------------------- | ---------------- | --------------------------- |
| Fase a gironi | 24 agosto 2017, ore 18:00 CEST (Monaco) | Prima giornata   | 12-13 settembre 2017        |
| Fase a gironi | 24 agosto 2017, ore 18:00 CEST (Monaco) | Seconda giornata | 26-27 settembre 2017        |
| Fase a gironi | 24 agosto 2017, ore 18:00 CEST (Monaco) | Terza giornata   | 17-18 ottobre 2017          |
| Fase a gironi | 24 agosto 2017, ore 18:00 CEST (Monaco) | Quarta giornata  | 31 ottobre-1º novembre 2017 |
| Fase a gironi | 24 agosto 2017, ore 18:00 CEST (Monaco) | Quinta giornata  | 21-22 novembre 2017         |
| Fase a gironi | 24 agosto 2017, ore 18:00 CEST (Monaco) | Sesta giornata   | 5-6 dicembre 2017           |

## Squadre
| Legenda                                                                        |
| ------------------------------------------------------------------------------ |
| Primi e secondi classificati (alla fase a eliminazione diretta)                |
| Terzi classificati (alla fase a eliminazione diretta della UEFA Europa League) |
| Quarti classificati (eliminati)                                                |

| Squadre       | Coeff   |
| ------------- | ------- |
| Real Madrid   | 176.999 |
| Bayern Monaco | 154.899 |
| Chelsea       | 106.192 |
| Juventus      | 140.666 |
| Benfica       | 111.866 |
| Monaco        | 62.333  |
| Spartak Mosca | 18.606  |
| Šachtar       | 87.526  |

| Squadre             | Coeff   |
| ------------------- | ------- |
| Barcellona          | 151.999 |
| Atlético Madrid     | 142.999 |
| Paris Saint-Germain | 126.333 |
| Borussia Dortmund   | 124.899 |
| Siviglia            | 112.999 |
| Manchester City     | 100.192 |
| Porto               | 98.866  |
| Manchester Utd      | 95.192  |

| Squadre    | Coeff  |
| ---------- | ------ |
| Napoli     | 88.666 |
| Tottenham  | 77.192 |
| Basilea    | 74.415 |
| Olympiacos | 64.580 |
| Anderlecht | 58.480 |
| Liverpool  | 56.192 |
| Roma       | 53.666 |
| Beşiktaş   | 45.840 |

| Squadre          | Coeff  |
| ---------------- | ------ |
| Celtic           | 42.785 |
| CSKA Mosca       | 39.606 |
| Sporting Lisbona | 36.866 |
| APOEL            | 26.210 |
| Feyenoord        | 23.212 |
| Maribor          | 21.125 |
| Qarabağ          | 18.050 |
| RB Lipsia        | 15.899 |

## Sorteggio
| Gruppo | 1ª fascia     | 2ª fascia           | 3ª fascia  | 4ª fascia        |
| ------ | ------------- | ------------------- | ---------- | ---------------- |
| A      | Benfica       | Manchester Utd      | Basilea    | CSKA Mosca       |
| B      | Bayern Monaco | Paris Saint-Germain | Anderlecht | Celtic           |
| C      | Chelsea       | Atlético Madrid     | Roma       | Qarabağ          |
| D      | Juventus      | Barcellona          | Olympiacos | Sporting Lisbona |
| E      | Spartak Mosca | Siviglia            | Liverpool  | Maribor          |
| F      | Šachtar       | Manchester City     | Napoli     | Feyenoord        |
| G      | Monaco        | Porto               | Beşiktaş   | RB Lipsia        |
| H      | Real Madrid   | Borussia Dortmund   | Tottenham  | APOEL            |

## Risultati

### Gruppo A

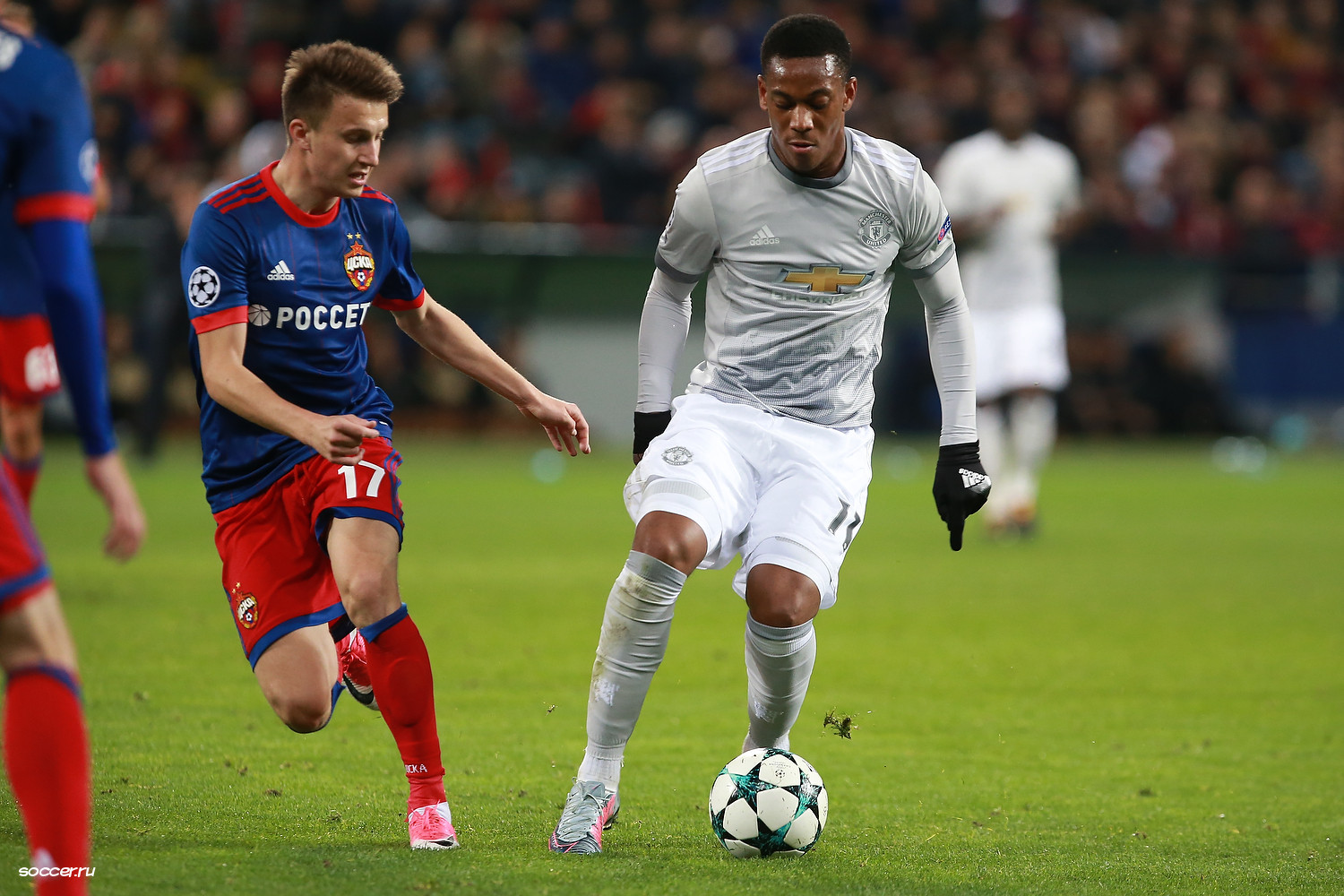
Il russo Golovin (a sinistra) e il francese Martial (a destra) durante il match della VĖB Arena tra i padroni di casa del CSKA Mosca e il Manchester Utd.

Nel Gruppo A vengono inseriti i portoghesi del Benfica, gli inglesi del Manchester Utd, gli svizzeri del Basilea e i russi del CSKA Mosca.
Nella giornata d'esordio, il CSKA Mosca batte per 2-1 il Benfica allo stadio da Luz, grazie alle reti di Vitinho (a segno su calcio di rigore) e Žamaletdinov, che ribaltano l'iniziale vantaggio di Seferović, autore di un pregevole colpo di tacco; mentre all'Old Trafford, il Manchester Utd, detentore dell'Europa League, si impone con un netto 3-0 sul Basilea, frutto delle marcature di Fellaini, Lukaku e Rashford.
Nella seconda giornata, gli svizzeri surclassano i portoghesi con un clamoroso 5-0 al St. Jakob-Park: la doppietta di Oberlin e i gol di Lang, van Wolfswinkel (su rigore) e Riveros permettono inoltre agli elvetici di conseguire la loro più ampia vittoria di sempre nella competizione. Alla VĖB Arena, gli inglesi superano in scioltezza i russi per 4-1 con la doppietta di Lukaku e le rispettive reti di Martial (su rigore) e Mxit'aryan, cui segue quella inutile di Kučaev per i ruteni nel recupero.
Nella terza giornata, gli inglesi prevalgono anche sui portoghesi, vincendo per 1-0 a Lisbona con la decisiva punizione di Rashford, viziata a sua volta da un grossolano errore del portiere avversario Svilar; invece a Mosca, gli svizzeri espugnano il campo dei russi per 2-0 in virtù delle marcature di Xhaka e Oberlin.
Nella quarta giornata, il CSKA Mosca si prende la rivincita sul Basilea, battendolo per 2-1 nell'omonima città elvetica con le reti di Dzagoev e Wernbloom, le quali rimontano l'iniziale vantaggio di Zuffi; mentre nell'altra gara, il Manchester Utd ha nuovamente la meglio sul Benfica, trionfando in casa per 2-0 grazie all'autogol del portiere avversario Svilar e al calcio di rigore realizzato da Blind, che causano dunque ai lusitani la loro quarta sconfitta consecutiva e l'annessa prematura eliminazione dal torneo.
Nella quinta giornata, i russi sconfiggono i portoghesi alla VĖB Arena, avendo la meglio per 2-0 con il gol di Ščennikov e l'autorete del difensore lusitano Jardel; invece al St. Jakob-Park, gli svizzeri sovvertono i pronostici della vigilia e superano gli inglesi per 1-0 con la cruciale marcatura di Lang, avvenuta negli ultimi minuti di partita, arrecandogli così la prima sconfitta stagionale a livello europeo. 
Nell'ultima giornata, il Manchester Utd certifica il primo posto in classifica con 15 punti dopo aver prevalso per 2-1 sul CSKA Mosca all'Old Trafford (decidono le reti di Lukaku e Rashford, che ribaltano quella ospite ad opera di Vitinho), ottenendo la qualificazione agli ottavi di finale dopo quattro anni dall'ultima conseguita; mentre allo stadio da Luz, il Basilea si sbarazza del Benfica col risultato di 2-0 (a segno Elyounoussi ed Oberlin) e centra il secondo posto con 12 punti e l'annesso passaggio alla fase ad eliminazione diretta dopo tre anni dall'ultima agguantata. In virtù di tali punteggi, i russi si piazzano al terzo posto del girone con 9 punti e vengono così ripescati in Europa League; invece i deludenti portoghesi terminano ultimi senza vittorie, né punti, e con solamente un gol all'attivo.
| Pos | Squadra        | G | V | N | P | GF | GS | DG  | Pt | Qualificazione                                   |  | MAN | BAS | CSK | BEN |
| --- | -------------- | - | - | - | - | -- | -- | --- | -- | ------------------------------------------------ |  | --- | --- | --- | --- |
| 1   | Manchester Utd | 6 | 5 | 0 | 1 | 12 | 3  | +9  | 15 | Qualificazione agli ottavi di finale della UCL   |  | —   | 3–0 | 2–1 | 2–0 |
| 2   | Basilea        | 6 | 4 | 0 | 2 | 11 | 5  | +6  | 12 | Qualificazione agli ottavi di finale della UCL   |  | 1–0 | —   | 1–2 | 5–0 |
| 3   | CSKA Mosca     | 6 | 3 | 0 | 3 | 8  | 10 | −2  | 9  | Qualificazione ai sedicesimi di finale della UEL |  | 1–4 | 0–2 | —   | 2–0 |
| 4   | Benfica        | 6 | 0 | 0 | 6 | 1  | 14 | −13 | 0  |                                                  |  | 0–1 | 0–2 | 1–2 | —   |

| Arbitro: | Alberto Undiano Mallenco |

|               |           |                                     |
| Seferović 50’ | Marcatori | 63’ (rig.) Vitinho 71’ Žamaletdinov |

| Arbitro: | Ruddy Buquet |

|                                      |           |  |
| Fellaini 35’ Lukaku 53’ Rashford 84’ | Marcatori |  |

| Arbitro: | Craig Thomson |

|                                                                 |           |  |
| Lang 2’ Oberlin 20’, 69’ van Wolfswinkel 60’ (rig.) Riveros 76’ | Marcatori |  |

| Arbitro: | Jonas Eriksson |

|             |           |                                                  |
| Kuchaev 90’ | Marcatori | 4’, 27’ Lukaku 19’ (rig.) Martial 57’ Mxit'aryan |

| Arbitro: | Felix Zwayer |

|  |           |              |
|  | Marcatori | 64’ Rashford |

| Arbitro: | Björn Kuipers |

|  |           |                       |
|  | Marcatori | 29’ Xhaka 90’ Oberlin |

| Arbitro: | Milorad Mažić |

|           |           |                           |
| Zuffi 32’ | Marcatori | 65’ Dzagoev 79’ Wernbloom |

| Arbitro: | Gediminas Mažeika |

|                                    |           |  |
| Svilar 45’ (aut.) Blind 78’ (rig.) | Marcatori |  |

| Arbitro: | Deniz Aytekin |

|                                 |           |  |
| Ščennikov 13’ Jardel 56’ (aut.) | Marcatori |  |

| Arbitro: | Daniele Orsato |

|          |           |  |
| Lang 89’ | Marcatori |  |

| Arbitro: | Jesús Gil Manzano |

|  |           |                            |
|  | Marcatori | 5’ Elyounoussi 65’ Oberlin |

| Arbitro: | Gianluca Rocchi |

|                         |           |             |
| Lukaku 64’ Rashford 66’ | Marcatori | 45’ Vitinho |

### Gruppo B
Nel Gruppo B vengono inseriti i tedeschi del Bayern Monaco, i francesi del Paris Saint-Germain, i belgi dell'Anderlecht e gli scozzesi del Celtic.
Nella giornata d'esordio, il Bayern Monaco batte nettamente l'Anderlecht per 3-0 all'Allianz Arena con le reti di Lewandowski (su rigore), Thiago e Kimmich; mentre al Celtic Park, il Paris Saint-Germain surclassa i padroni di casa del Celtic col risultato di 5-0, frutto delle marcature di Neymar, Mbappé e Cavani (autore di una doppietta) e dell'autogol del difensore svedese Lustig, i quali rifilano alla formazione britannica la sua sconfitta più pesante di sempre nella competizione.
| Pos | Squadra             | G | V | N | P | GF | GS | DG  | Pt | Qualificazione                                   |  | PSG | BAY | CEL | AND |
| --- | ------------------- | - | - | - | - | -- | -- | --- | -- | ------------------------------------------------ |  | --- | --- | --- | --- |
| 1   | Paris Saint-Germain | 6 | 5 | 0 | 1 | 25 | 4  | +21 | 15 | Qualificazione agli ottavi di finale della UCL   |  | —   | 3–0 | 7–1 | 5–0 |
| 2   | Bayern Monaco       | 6 | 5 | 0 | 1 | 13 | 6  | +7  | 15 | Qualificazione agli ottavi di finale della UCL   |  | 3–1 | —   | 3–0 | 3–0 |
| 3   | Celtic              | 6 | 1 | 0 | 5 | 5  | 18 | −13 | 3  | Qualificazione ai sedicesimi di finale della UEL |  | 0–5 | 1–2 | —   | 0–1 |
| 4   | Anderlecht          | 6 | 1 | 0 | 5 | 2  | 17 | −15 | 3  |                                                  |  | 0–4 | 1–2 | 0–3 | —   |

| Arbitro: | Paolo Tagliavento |

|                                                  |           |  |
| Lewandowski 12’ (rig.) Alcántara 65’ Kimmich 90’ | Marcatori |  |

| Arbitro: | Daniele Orsato |

|  |           |                                                                |
|  | Marcatori | 19’ Neymar 34’ Mbappé 40’ (rig.), 85’ Cavani 83’ (aut.) Lustig |

| Arbitro: | Jesús Gil Manzano |

|  |           |                                          |
|  | Marcatori | 38’ Griffiths 50’ Roberts 90+3’ Sinclair |

| Arbitro: | Antonio Mateu Lahoz |

|                                     |           |  |
| Dani Alves 2’ Cavani 31’ Neymar 63’ | Marcatori |  |

| Arbitro: | Pavel Královec |

|  |           |                                              |
|  | Marcatori | 3’ Mbappé 44’ Cavani 66’ Neymar 88’ Di María |

| Arbitro: | Sergej Karasëv |

|                                    |           |  |
| Müller 17’ Kimmich 29’ Hummels 51’ | Marcatori |  |

| Arbitro: | Danny Makkelie |

|              |           |                             |
| McGregor 74’ | Marcatori | 22’ Coman 77’ Javi Martínez |

| Arbitro: | David Fernández Borbalán |

|                                                 |           |  |
| Verratti 30’ Neymar 45+4’ Kurzawa 52’, 72’, 78’ | Marcatori |  |

| Arbitro: | Anthony Taylor |

|           |           |                             |
| Hanni 63’ | Marcatori | 51’ Lewandowski 77’ Tolisso |

| Arbitro: | Tasos Sidīropoulos |

|                                                                       |           |            |
| Neymar 9’, 22’ Cavani 28’, 79’ Mbappé 35’ Verratti 75’ Dani Alves 80’ | Marcatori | 1’ Dembélé |

| Arbitro: | Cüneyt Çakır |

|                                 |           |            |
| Lewandowski 8’ Tolisso 37’, 69’ | Marcatori | 50’ Mbappé |

| Arbitro: | Matej Jug |

|  |           |                      |
|  | Marcatori | 62’ (aut.) Šimunović |

### Gruppo C
| Pos | Squadra         | G | V | N | P | GF | GS | DG  | Pt | Qualificazione                                   |  | ROM | CHE | ATL | QAR |
| --- | --------------- | - | - | - | - | -- | -- | --- | -- | ------------------------------------------------ |  | --- | --- | --- | --- |
| 1   | Roma            | 6 | 3 | 2 | 1 | 9  | 6  | +3  | 11 | Qualificazione agli ottavi di finale della UCL   |  | —   | 3–0 | 0–0 | 1–0 |
| 2   | Chelsea         | 6 | 3 | 2 | 1 | 16 | 8  | +8  | 11 | Qualificazione agli ottavi di finale della UCL   |  | 3–3 | —   | 1–1 | 6–0 |
| 3   | Atlético Madrid | 6 | 1 | 4 | 1 | 5  | 4  | +1  | 7  | Qualificazione ai sedicesimi di finale della UEL |  | 2–0 | 1–2 | —   | 1–1 |
| 4   | Qarabağ         | 6 | 0 | 2 | 4 | 2  | 14 | −12 | 2  |                                                  |  | 1–2 | 0–4 | 0–0 | —   |

| Arbitro: | Tasos Sidīropoulos |

|                                                                                        |           |  |
| Pedro 5’ Zappacosta 30’ Azpilicueta 55’ Bakayoko 71’ Batshuayi 76’ Medvedev 82’ (aut.) | Marcatori |  |

| Roma 12 settembre 2017, ore 20:45 CEST 1ª giornata | Roma          | 0 – 0 referto | Atlético Madrid | Stadio Olimpico (36 064 spett.)\| Arbitro: \| Milorad Mažić \| |
| Arbitro:                                           | Milorad Mažić |               |                 |                                                                |

| Arbitro: | Artur Dias |

|              |           |                      |
| Henrique 28’ | Marcatori | 7’ Manōlas 15’ Džeko |

| Arbitro: | Cüneyt Çakır |

|                      |           |                            |
| Griezmann 40’ (rig.) | Marcatori | 60’ Morata 90+3’ Batshuayi |

| Baku 18 ottobre 2017, ore 18:00 CEST 3ª giornata | Qarabağ      | 0 – 0 referto | Atlético Madrid | Tofig Bahramov Republican stadium (47 923 spett.)\| Arbitro: \| Ruddy Buquet \| |
| Arbitro:                                         | Ruddy Buquet |               |                 |                                                                                 |

| Arbitro: | Damir Skomina |

|                                |           |                            |
| David Luiz 11’ Hazard 37’, 75’ | Marcatori | 40’ Kolarov 64’, 70’ Džeko |

| Arbitro: | Deniz Aytekin |

|            |           |            |
| Partey 56’ | Marcatori | 40’ Míchel |

| Arbitro: | Jonas Eriksson |

|                                 |           |  |
| El Shaarawy 1’, 36’ Perotti 63’ | Marcatori |  |

| Arbitro: | Manuel de Sousa |

|  |           |                                                        |
|  | Marcatori | 21’ (rig.) Hazard 36’, 85’ Willian 73’ (rig.) Fàbregas |

| Arbitro: | Björn Kuipers |

|                           |           |  |
| Griezmann 69’ Gameiro 85’ | Marcatori |  |

| Arbitro: | Danny Makkelie |

|                  |           |          |
| Savić 75’ (aut.) | Marcatori | 56’ Saúl |

| Arbitro: | Tobias Stieler |

|             |           |  |
| Perotti 53’ | Marcatori |  |

### Gruppo D
| Pos | Squadra          | G | V | N | P | GF | GS | DG | Pt | Qualificazione                                   |  | BAR | JUV | SPO | OLY |
| --- | ---------------- | - | - | - | - | -- | -- | -- | -- | ------------------------------------------------ |  | --- | --- | --- | --- |
| 1   | Barcellona       | 6 | 4 | 2 | 0 | 9  | 1  | +8 | 14 | Qualificazione agli ottavi di finale della UCL   |  | —   | 3–0 | 2–0 | 3–1 |
| 2   | Juventus         | 6 | 3 | 2 | 1 | 7  | 5  | +2 | 11 | Qualificazione agli ottavi di finale della UCL   |  | 0–0 | —   | 2–1 | 2–0 |
| 3   | Sporting Lisbona | 6 | 2 | 1 | 3 | 8  | 9  | −1 | 7  | Qualificazione ai sedicesimi di finale della UEL |  | 0–1 | 1–1 | —   | 3–1 |
| 4   | Olympiacos       | 6 | 0 | 1 | 5 | 4  | 13 | −9 | 1  |                                                  |  | 0–0 | 0–2 | 2–3 | —   |

| Arbitro: | Damir Skomina |

|                            |           |  |
| Messi 45’, 69’ Rakitić 56’ | Marcatori |  |

| Arbitro: | Viktor Kassai |

|                  |           |                                                   |
| Pardo 89’, 90+3’ | Marcatori | 2’ Doumbia 13’ Gelson Martins 43’ Bruno Fernandes |

| Arbitro: | Tobias Stieler |

|                           |           |  |
| Higuaín 69’ Mandžukić 80’ | Marcatori |  |

| Arbitro: | Ovidiu Hațegan |

|  |           |                   |
|  | Marcatori | 49’ (aut.) Coates |

| Arbitro: | William Collum |

|                                         |           |              |
| Nikolaou 18’ (aut.) Messi 61’ Digne 64’ | Marcatori | 90’ Nikolaou |

| Arbitro: | Michael Oliver |

|                          |           |                        |
| Pjanić 29’ Mandžukić 84’ | Marcatori | 12’ (aut.) Alex Sandro |

| Il Pireo 31 ottobre 2017, ore 20:45 CET 4ª giornata | Olympiacos     | 0 – 0 referto | Barcellona | Stadio Geōrgios Karaiskakīs (31 600 spett.)\| Arbitro: \| Anthony Taylor \| |
| Arbitro:                                            | Anthony Taylor |               |            |                                                                             |

| Arbitro: | Clément Turpin |

|                 |           |             |
| Bruno César 20’ | Marcatori | 79’ Higuaín |

| Torino 22 novembre 2017, ore 20:45 CET 5ª giornata | Juventus      | 0 – 0 referto | Barcellona | Juventus Stadium (40 876 spett.)\| Arbitro: \| Milorad Mažić \| |
| Arbitro:                                           | Milorad Mažić |               |            |                                                                 |

| Arbitro: | Felix Zwayer |

|                               |           |             |
| Dost 40’, 66’ Bruno César 43’ | Marcatori | 86’ Odjidja |

| Arbitro: | Craig Thomson |

|                                  |           |  |
| Alcácer 59’ Mathieu 90+1’ (aut.) | Marcatori |  |

| Arbitro: | David Fernández Borbalán |

|  |           |                               |
|  | Marcatori | 15’ Cuadrado 90’ Bernardeschi |

### Gruppo E
| Pos | Squadra       | G | V | N | P | GF | GS | DG  | Pt | Qualificazione                                   |  | LIV | SIV | SPA | MAR |
| --- | ------------- | - | - | - | - | -- | -- | --- | -- | ------------------------------------------------ |  | --- | --- | --- | --- |
| 1   | Liverpool     | 6 | 3 | 3 | 0 | 23 | 6  | +17 | 12 | Qualificazione agli ottavi di finale della UCL   |  | —   | 2–2 | 7–0 | 3–0 |
| 2   | Siviglia      | 6 | 2 | 3 | 1 | 12 | 12 | 0   | 9  | Qualificazione agli ottavi di finale della UCL   |  | 3–3 | —   | 2–1 | 3–0 |
| 3   | Spartak Mosca | 6 | 1 | 3 | 2 | 9  | 13 | −4  | 6  | Qualificazione ai sedicesimi di finale della UEL |  | 1–1 | 5–1 | —   | 1–1 |
| 4   | Maribor       | 6 | 0 | 3 | 3 | 3  | 16 | −13 | 3  |                                                  |  | 0–7 | 1–1 | 1–1 | —   |

| Arbitro: | Danny Makkelie |

|                       |           |                          |
| Firmino 21’ Salah 37’ | Marcatori | 5’ Ben Yedder 72’ Correa |

| Arbitro: | Deniz Aytekin |

|           |           |             |
| Bohar 85’ | Marcatori | 59’ Samedov |

| Arbitro: | Aljaksej Kul'bakoŭ |

|                                 |           |  |
| Ben Yedder 27’, 38’, 83’ (rig.) | Marcatori |  |

| Arbitro: | Clément Turpin |

|              |           |              |
| Fernando 23’ | Marcatori | 31’ Coutinho |

| Arbitro: | Viktor Kassai |

|  |           |                                                                                         |
|  | Marcatori | 4’, 54’ Firmino 13’ Coutinho 19’, 40’ Salah 86’ Oxlade-Chamberlain 90’ Alexander-Arnold |

| Arbitro: | Gianluca Rocchi |

|                                                             |           |          |
| Promes 18’, 90’ Melgarejo 58’ Glušakov 67’ Luiz Adriano 74’ | Marcatori | 30’ Kjær |

| Arbitro: | Ivan Kružliak |

|                                 |           |  |
| Salah 49’ Can 64’ Sturridge 90’ | Marcatori |  |

| Arbitro: | Artur Dias |

|                        |           |             |
| Lenglet 30’ Banega 59’ | Marcatori | 78’ Zé Luís |

| Arbitro: | William Collum |

|             |           |                 |
| Zé Luís 82’ | Marcatori | 90+2’ Mešanović |

| Arbitro: | Felix Brych |

|                                          |           |                          |
| Ben Yedder 51’, 60’ (rig.) Pizarro 90+3’ | Marcatori | 2’, 30’ Firmino 22’ Mané |

| Arbitro: | Szymon Marciniak |

|                                                                  |           |  |
| Coutinho 4’ (rig.), 15’, 50’ Firmino 19’ Mané 47’, 76’ Salah 86’ | Marcatori |  |

| Arbitro: | Ovidiu Hațegan |

|             |           |           |
| Tavares 10’ | Marcatori | 75’ Ganso |

### Gruppo F
| Pos | Squadra         | G | V | N | P | GF | GS | DG | Pt | Qualificazione                                   |  | MAN | SHA | NAP | FEY |
| --- | --------------- | - | - | - | - | -- | -- | -- | -- | ------------------------------------------------ |  | --- | --- | --- | --- |
| 1   | Manchester City | 6 | 5 | 0 | 1 | 14 | 5  | +9 | 15 | Qualificazione agli ottavi di finale della UCL   |  | —   | 2–0 | 2–1 | 1–0 |
| 2   | Šachtar         | 6 | 4 | 0 | 2 | 9  | 9  | 0  | 12 | Qualificazione agli ottavi di finale della UCL   |  | 2–1 | —   | 2–1 | 3–1 |
| 3   | Napoli          | 6 | 2 | 0 | 4 | 11 | 11 | 0  | 6  | Qualificazione ai sedicesimi di finale della UEL |  | 2–4 | 3–0 | —   | 3–1 |
| 4   | Feyenoord       | 6 | 1 | 0 | 5 | 5  | 14 | −9 | 3  |                                                  |  | 0–4 | 1–2 | 2–1 | —   |

| Arbitro: | Szymon Marciniak |

|  |           |                                     |
|  | Marcatori | 2’, 63’ Stones 10’ Agüero 25’ Jesus |

| Arbitro: | Felix Zwayer |

|                         |           |                  |
| Taison 15’ Ferreyra 58’ | Marcatori | 72’ (rig.) Milik |

| Arbitro: | Manuel de Sousa |

|                            |           |  |
| De Bruyne 48’ Sterling 90’ | Marcatori |  |

| Arbitro: | William Collum |

|                                     |           |               |
| Insigne 7’ Mertens 49’ Callejón 70’ | Marcatori | 90+3’ Amrabat |

| Arbitro: | Alberto Undiano Mallenco |

|             |           |                  |
| Berghuis 8’ | Marcatori | 24’, 54’ Bernard |

| Arbitro: | Antonio Mateu Lahoz |

|                       |           |                    |
| Sterling 9’ Jesus 13’ | Marcatori | 73’ (rig.) Diawara |

| Arbitro: | Felix Brych |

|                                 |           |                                                   |
| Insigne 21’ Jorginho 62’ (rig.) | Marcatori | 34’ Otamendi 48’ Stones 69’ Agüero 90+2’ Sterling |

| Arbitro: | Tasos Sidīropoulos |

|                              |           |               |
| Ferreyra 14’ Marlos 17’, 68’ | Marcatori | 12’ Jørgensen |

| Arbitro: | Ivan Kružliak |

|              |           |  |
| Sterling 88’ | Marcatori |  |

| Arbitro: | Damir Skomina |

|                                       |           |  |
| Insigne 56’ Zieliński 81’ Mertens 83’ | Marcatori |  |

| Arbitro: | Michael Oliver |

|                               |           |              |
| Jørgensen 33’ St. Juste 90+1’ | Marcatori | 2’ Zieliński |

| Arbitro: | Benoît Bastien |

|                         |           |                     |
| Bernard 26’ Ismaily 32’ | Marcatori | 90+2’ (rig.) Agüero |

### Gruppo G
| Pos | Squadra   | G | V | N | P | GF | GS | DG  | Pt | Qualificazione                                   |  | BES | POR | LIP | MON |
| --- | --------- | - | - | - | - | -- | -- | --- | -- | ------------------------------------------------ |  | --- | --- | --- | --- |
| 1   | Beşiktaş  | 6 | 4 | 2 | 0 | 11 | 5  | +6  | 14 | Qualificazione agli ottavi di finale della UCL   |  | —   | 1–1 | 2–0 | 1–1 |
| 2   | Porto     | 6 | 3 | 1 | 2 | 15 | 10 | +5  | 10 | Qualificazione agli ottavi di finale della UCL   |  | 1–3 | —   | 3–1 | 5–2 |
| 3   | RB Lipsia | 6 | 2 | 1 | 3 | 10 | 11 | −1  | 7  | Qualificazione ai sedicesimi di finale della UEL |  | 1–2 | 3–2 | —   | 1–1 |
| 4   | Monaco    | 6 | 0 | 2 | 4 | 6  | 16 | −10 | 2  |                                                  |  | 1–2 | 0–3 | 1–4 | —   |

| Arbitro: | Anthony Taylor |

|                  |           |                                      |
| Tošić 21’ (aut.) | Marcatori | 13’ Talisca 28’ Cenk Tosun 86’ Babel |

| Arbitro: | Michael Oliver |

|              |           |               |
| Forsberg 33’ | Marcatori | 34’ Tielemans |

| Arbitro: | Sergej Karasëv |

|                       |           |  |
| Babel 11’ Talisca 43’ | Marcatori |  |

| Arbitro: | Slavko Vinčić |

|  |           |                              |
|  | Marcatori | 31’, 69’ Aboubakar 89’ Layún |

| Arbitro: | Milorad Mažić |

|            |           |                     |
| Falcao 30’ | Marcatori | 34’, 54’ Cenk Tosun |

| Arbitro: | Paolo Tagliavento |

|                                    |           |                           |
| Orban 8’ Forsberg 38’ Augustin 41’ | Marcatori | 18’ Aboubakar 44’ Marcano |

| Arbitro: | Paolo Tagliavento |

|                       |           |                    |
| Cenk Tosun 54’ (rig.) | Marcatori | 45+1’ Marcos Lopes |

| Arbitro: | Ovidiu Hațegan |

|                                      |           |            |
| Herrera 13’ Danilo 61’ Pereira 90+3’ | Marcatori | 48’ Werner |

| Arbitro: | Antonio Mateu Lahoz |

|             |           |            |
| Talisca 41’ | Marcatori | 29’ Felipe |

| Arbitro: | Alberto Undiano Mallenco |

|            |           |                                                    |
| Falcao 43’ | Marcatori | 6’ (aut.) Jemerson 9’, 31’ (rig.) Werner 45’ Keïta |

| Arbitro: | Jonas Eriksson |

|                                                          |           |                            |
| Aboubakar 9’, 33’ Brahimi 45’ Alex Telles 65’ Soares 88’ | Marcatori | 61’ (rig.) Glik 78’ Falcao |

| Arbitro: | Viktor Kassai |

|           |           |                                |
| Keïta 87’ | Marcatori | 10’ (rig.) Negredo 90’ Talisca |

### Gruppo H
| Pos | Squadra           | G | V | N | P | GF | GS | DG  | Pt | Qualificazione                                   |  | TOT | REA | BOR | APO |
| --- | ----------------- | - | - | - | - | -- | -- | --- | -- | ------------------------------------------------ |  | --- | --- | --- | --- |
| 1   | Tottenham         | 6 | 5 | 1 | 0 | 15 | 4  | +11 | 16 | Qualificazione agli ottavi di finale della UCL   |  | —   | 3–1 | 3–1 | 3–0 |
| 2   | Real Madrid       | 6 | 4 | 1 | 1 | 17 | 7  | +10 | 13 | Qualificazione agli ottavi di finale della UCL   |  | 1–1 | —   | 3–2 | 3–0 |
| 3   | Borussia Dortmund | 6 | 0 | 2 | 4 | 7  | 13 | −6  | 2  | Qualificazione ai sedicesimi di finale della UEL |  | 1–2 | 1–3 | —   | 1–1 |
| 4   | APOEL             | 6 | 0 | 2 | 4 | 2  | 17 | −15 | 2  |                                                  |  | 0–3 | 0–6 | 1–1 | —   |

| Arbitro: | Benoît Bastien |

|                                             |           |  |
| Cristiano Ronaldo 12’, 51’ (rig.) Ramos 61’ | Marcatori |  |

| Arbitro: | Gianluca Rocchi |

|                      |           |                |
| Son 4’ Kane 15’, 60’ | Marcatori | 11’ Jarmolenko |

| Arbitro: | Pavel Královec |

|  |           |                    |
|  | Marcatori | 39’, 62’, 67’ Kane |

| Arbitro: | Björn Kuipers |

|                |           |                                     |
| Aubameyang 54’ | Marcatori | 18’ Bale 50’, 79’ Cristiano Ronaldo |

| Arbitro: | Aljaksej Kul'bakoŭ |

|          |           |                      |
| Poté 62’ | Marcatori | 67’ Papastathopoulos |

| Arbitro: | Szymon Marciniak |

|                              |           |                   |
| Cristiano Ronaldo 43’ (rig.) | Marcatori | 28’ (aut.) Varane |

| Arbitro: | Matej Jug |

|                       |           |          |
| Raphaël Guerreiro 29’ | Marcatori | 51’ Poté |

| Arbitro: | Cüneyt Çakır |

|                           |           |                       |
| Alli 27’, 56’ Eriksen 65’ | Marcatori | 80’ Cristiano Ronaldo |

| Arbitro: | Artur Dias |

|  |           |                                                                    |
|  | Marcatori | 23’ Modrić 39’, 45+1’ Benzema 41’ Nacho 49’, 54’ Cristiano Ronaldo |

| Arbitro: | Clément Turpin |

|                |           |                  |
| Aubameyang 31’ | Marcatori | 49’ Kane 76’ Son |

| Arbitro: | Pavel Královec |

|                                              |           |                     |
| Mayoral 8’ Cristiano Ronaldo 12’ Vázquez 81’ | Marcatori | 43’, 49’ Aubameyang |

| Arbitro: | Slavko Vinčić |

|                                   |           |  |
| Llorente 20’ Son 37’ N'Koudou 80’ | Marcatori |  |

## Classifica marcatori
Dati aggiornati al 6 dicembre 2017
| Gol | Rigori | Minuti giocati | Giocatore                 | Squadra             |
| --- | ------ | -------------- | ------------------------- | ------------------- |
| 9   | 2      | 540'           | Cristiano Ronaldo         | Real Madrid         |
| 6   |        | 417'           | Harry Kane                | Tottenham           |
| 6   | 2      | 488'           | Wissam Ben Yedder         | Siviglia            |
| 6   |        | 495'           | Roberto Firmino           | Liverpool           |
| 6   | 1      | 524'           | Edinson Cavani            | Paris Saint-Germain |
| 6   |        | 540'           | Neymar                    | Paris Saint-Germain |
| 5   | 1      | 347'           | Philippe Coutinho         | Liverpool           |
| 5   |        | 415'           | Vincent Aboubakar         | Porto               |
| 5   |        | 487'           | Mohamed Salah             | Liverpool           |
| 4   |        | 315'           | Raheem Sterling           | Manchester City     |
| 4   |        | 483'           | Kylian Mbappé             | Paris Saint-Germain |
| 4   | 1      | 449'           | Cenk Tosun                | Beşiktaş            |
| 4   |        | 365'           | Dimitri Oberlin           | Basilea             |
| 4   |        | 419'           | Talisca                   | Beşiktaş            |
| 4   |        | 524'           | Romelu Lukaku             | Manchester Utd      |
| 4   |        | 540'           | Pierre-Emerick Aubameyang | Borussia Dortmund   |
| 3   |        | 239'           | Marcus Rashford           | Manchester Utd      |
| 3   |        | 331'           | Sergio Agüero             | Manchester City     |
| 3   |        | 383'           | Radamel Falcao            | Monaco              |
| 3   |        | 330'           | Timo Werner               | RB Lipsia           |
| 3   |        | 333'           | Sadio Mané                | Liverpool           |
| 3   |        | 391'           | Lorenzo Insigne           | Napoli              |
| 3   |        | 423'           | Lionel Messi              | Barcellona          |
| 3   |        | 439'           | Eden Hazard               | Chelsea             |
| 3   |        | 330'           | Son Heung-Min             | Tottenham           |
| 3   |        | 450'           | Robert Lewandowski        | Bayern Monaco       |
| 3   |        | 501'           | Bernard                   | Šachtar             |
| 3   |        | 539'           | Edin Džeko                | Roma                |
| 3   |        | 540'           | Layvin Kurzawa            | Paris Saint-Germain |
| 3   |        | 450'           | John Stones               | Manchester City     |